# Station Sottevast
Station Sottevast is een voormalig spoorwegstation, gelegen op het grondgebied van de Franse gemeente Sottevast, in het departement Manche in de regio Normandië. Het station lag aan de lijn van Mantes-la-Jolie naar Cherbourg.

## Ligging
Het station bevond zich op kilometerpunt (PK) 352,266 van de lijn van Mantes-la-Jolie naar Cherbourg, tussen het nog in gebruik zijnde station van Valognes en het gesloten station van Couville.
Het was eveneens de terminus van de opgeheven en opgebroken lijn van Coutances naar Sottevast. Op deze lijn was het eerstvolgende station dat van Station Rocheville.

## Geschiedenis
Station Sottevast is op 17 juli 1858 in gebruik genomen toen het traject van Caen naar Cherbourg werd geopend door de Compagnie des chemins de fer de l'Ouest. Het station lag in vlak naast het centrum van het stadje van 922 zielen. Het was een derdeklas station  dat ten tijde van de bouw 38,374 francs heeft gekost. Het was voorzien van een reizigersgebouw, een toiletgebouw, een lampenkamer en een goederenloods.
Op 27 januari 1884 werd Sottevast verbonden aan lijn van Coutances naar Sottevast, waarmee verbindingen van Cherbourg naar Coutances en Avranches via Sottevast mogelijk werden.
De bediening van het station werd in 1981 beëindigd, net zoals die op andere stations op de sectie tussen Valognes en Cherbourg vanwege het geringe aantal reizigers. Het station bleef desondanks nog open voor andere diensten. De definitieve sluiting volgde ergens tussen 1994 en 1996. De gebouwen zijn vervolgens bij de elektrificatie van de lijn gesloopt. Er rest niets meer van het station, op enkele tientallen meters van de oude hekken van het station.